# Codice vettore ICAO
Il codice vettore ICAO è un codice di tre lettere assegnato dall'Organizzazione Internazionale dell'Aviazione Civile alle compagnie aeree, o più in generale a società che usano aeromobili, ad autorità aeronautiche o aziende di servizi aeronautici. Diversamente dal codice vettore IATA, il codice è univoco.
Oltre al codice di tre lettere, viene anche assegnata una designazione radiotelefonica, ad esempio:
- Codice ICAO: AAL
- Codice radiotelefonico: AMERICAN
- Operatore: American Airlines

Alcune combinazioni di lettere non sono state assegnate in modo da evitare confusione con altri sistemi (ad esempio con il segnale di soccorso SOS). Altri codici, specialmente quelli che iniziano con Y e Z, sono riservati per organizzazioni governative.
Il codice YYY è usato per gli operatori a cui non è stato ancora assegnato un codice.